# Piojo (Ucata)
Pour les articles homonymes, voir Piojo.
Piojo est une localité de la paroisse civile d'Ucata dans la municipalité d'Atabapo dans l'État d'Amazonas au Venezuela sur l'Orénoque qui fait ici frontière avec la Colombie.